# شهرستان وبستر (میسیسیپی)
|  |  |  |
|  |  |  |

شهرستان وبستر در مرکز ایالت میسیسیپی، واقع در ایالات متحده آمریکا می‌باشد. جمعیت این شهرستان ۱۰٬۲۵۳ نفر (سال ۲۰۱۰) و وسعت آن ۱٬۰۹۶ کیلومتر مربع است. مرکز این شهرستان شهر والتهال می‌باشد.